# Neisseria skkuensis
Neisseria skkuensis – Gram-ujemna bakteria wykryta po raz pierwszy w 2010 roku w krwi pacjenta z owrzodzeniem stopy cukrzycowej. Bakteria ta wytwarza katalazę, ale nie redukuje azotanów, ani azotynów. Fermentuje glukozę, sacharozę oraz fruktozę, ale nie maltozę ani laktozę. Kolonie bakteryjne są okrągłe, o szarawym kolorze i osiągają średnicę 0,5–1 mm, mogą z powodzeniem rosnąć na agarze z krwią oraz na agarze czekoladowym, a optymalna temperatura do ich wzrostu wynosi 35°C.  N. skkuensis jest wrażliwa na wiele antybiotyków takich jak penicylina, ale wykazuje umiarkowaną odporność na tetracyklinę. Gatunek ten jest blisko spokrewniony z Neisseria animalis, N. elongata oraz N. lactamica. Bakteria ta może wywoływać stany patologiczne takie jak zapalenie wsierdzia.